# 日本BS放送
日本BS放送株式会社（日语：／）是日本的衛星廣播業者，是Bic Camera的子公司，成立於1999年8月23日。旗下拥有广播卫星（BS）电视频道BS11。

## 外部連結
- 日本BS放送「BS11」 （页面存档备份，存于）（日語）
- BS11宣傳BLOG （页面存档备份，存于）（日語）
- 日本BS放送的Facebook專頁
- YouTube上的日本BS放送頻道